# Journal of Analytical and Applied Pyrolysis
Das Journal of Analytical and Applied Pyrolysis, abgekürzt J. Anal. Appl. Pyrolysis, ist eine wissenschaftliche Fachzeitschrift, die vom Elsevier-Verlag veröffentlicht wird. Die erste Ausgabe erschien im Jahr 1979. Derzeit erscheint die Zeitschrift sechsmal im Jahr. Es werden Artikel veröffentlicht, die sich mit den verschiedenen Aspekten der Pyrolyse beschäftigen.
Der Impact Factor lag im Jahr 2019 bei 3,905. Nach der Statistik des ISI Web of Knowledge wurde das Journal 2014 in der Kategorie analytische Chemie an zehnter Stelle von 74 Zeitschriften und in der Kategorie Spektroskopie an fünfter Stelle von 44 Zeitschriften geführt.